# CHST5
CHST5 (англ. Carbohydrate sulfotransferase 5) – білок, який кодується однойменним геном, розташованим у людей на короткому плечі 16-ї хромосоми. Довжина поліпептидного ланцюга білка становить 411 амінокислот, а молекулярна маса — 46 161.
| 10         |  | 20         |  | 30         |  | 40         |  | 50         |
| ---------- |  | ---------- |  | ---------- |  | ---------- |  | ---------- |
| MGMRARVPKV |  | AHSTRRPPAA |  | RMWLPRFSSK |  | TVTVLLLAQT |  | TCLLLFIISR |
| PGPSSPAGGE |  | DRVHVLVLSS |  | WRSGSSFLGQ |  | LFSQHPDVFY |  | LMEPAWHVWT |
| TLSQGSAATL |  | HMAVRDLMRS |  | IFLCDMDVFD |  | AYMPQSRNLS |  | AFFNWATSRA |
| LCSPPACSAF |  | PRGTISKQDV |  | CKTLCTRQPF |  | SLAREACRSY |  | SHVVLKEVRF |
| FNLQVLYPLL |  | SDPALNLRIV |  | HLVRDPRAVL |  | RSREAAGPIL |  | ARDNGIVLGT |
| NGKWVEADPH |  | LRLIREVCRS |  | HVRIAEAATL |  | KPPPFLRGRY |  | RLVRFEDLAR |
| EPLAEIRALY |  | AFTGLTLTPQ |  | LEAWIHNITH |  | GSGIGKPIEA |  | FHTSSRNARN |
| VSQAWRHALP |  | FTKILRVQEV |  | CAGALQLLGY |  | RPVYSADQQR |  | DLTLDLVLPR |
| GPDHFSWASP |  | D          |  |            |  |            |  |            |

A: Аланін

C: Цистеїн

D: Аспарагінова кислота

E: Глутамінова кислота

F: Фенілаланін

G: Гліцин

H: Гістидин

I: Ізолейцин

K: Лізин

L: Лейцин

M: Метіонін

N: Аспарагін

P: Пролін

Q: Глутамін

R: Аргінін

S: Серин

T: Треонін

V: Валін

W: Триптофан

Кодований геном білок за функцією належить до трансфераз. 
Задіяний у таких біологічних процесах, як вуглеводний обмін, альтернативний сплайсинг. 
Локалізований у мембрані, апараті гольджі.